# 4516 Pugovkin
A 4516 Pugovkin (ideiglenes jelöléssel 1973 SN6) a Naprendszer kisbolygóövében található aszteroida. Nyikolaj Sztyepanovics Csernih fedezte fel 1973. szeptember 28-án.